# Моинтинская волость
Моинтинская волость (до 1878 года Карсеневская) — казахская волость в Каркаралинском уезде Семипалатинской области.

## История
Создан путем деления Карсон-Кирнеевской волости на Карсеновскую и Кирнеевскую волости в 1869 году.
В октябре 1923 года, на основании постановления ЦИК КазАССР от 5 июля 1923 года объединен с Сарбулакской волостью в Четскую волость.

## Население
Население составляет подроды Карсон, Керней и Чубуртпалы рода Каракесек племени Аргын. Численность кибиток отделении подрода Каракесек на 1884 год:
- Карсен 61,6%: 
  - Аралбай - 350
  - Танабай - 432
  - Кулназар - 20
  - Атынул - 350
  - Ирназар -100
  - Уш-Агаинды - 228
- Чубарталы 20,7%:
  - Кокала - 300
  - Кюелы - 200
- Коянши-Тогай 4,5%:
  - Асай - 55
  - Кечубай - 55
- Кирней 7,4%:
  - Чан -130
  - Балта - 50
- Всего 2420[5]

## Делегаты 1917 года
Уполномоченные (делегаты) от волости на 6 марта 1917 года: Баиров Мукажан, Ержанов Шакирбек;
Членами Совета уездного комитета избрать от волостей: Баиров Мукажан, Сарбасов Раимкул, Ержанов Шакирбек;

## Территория

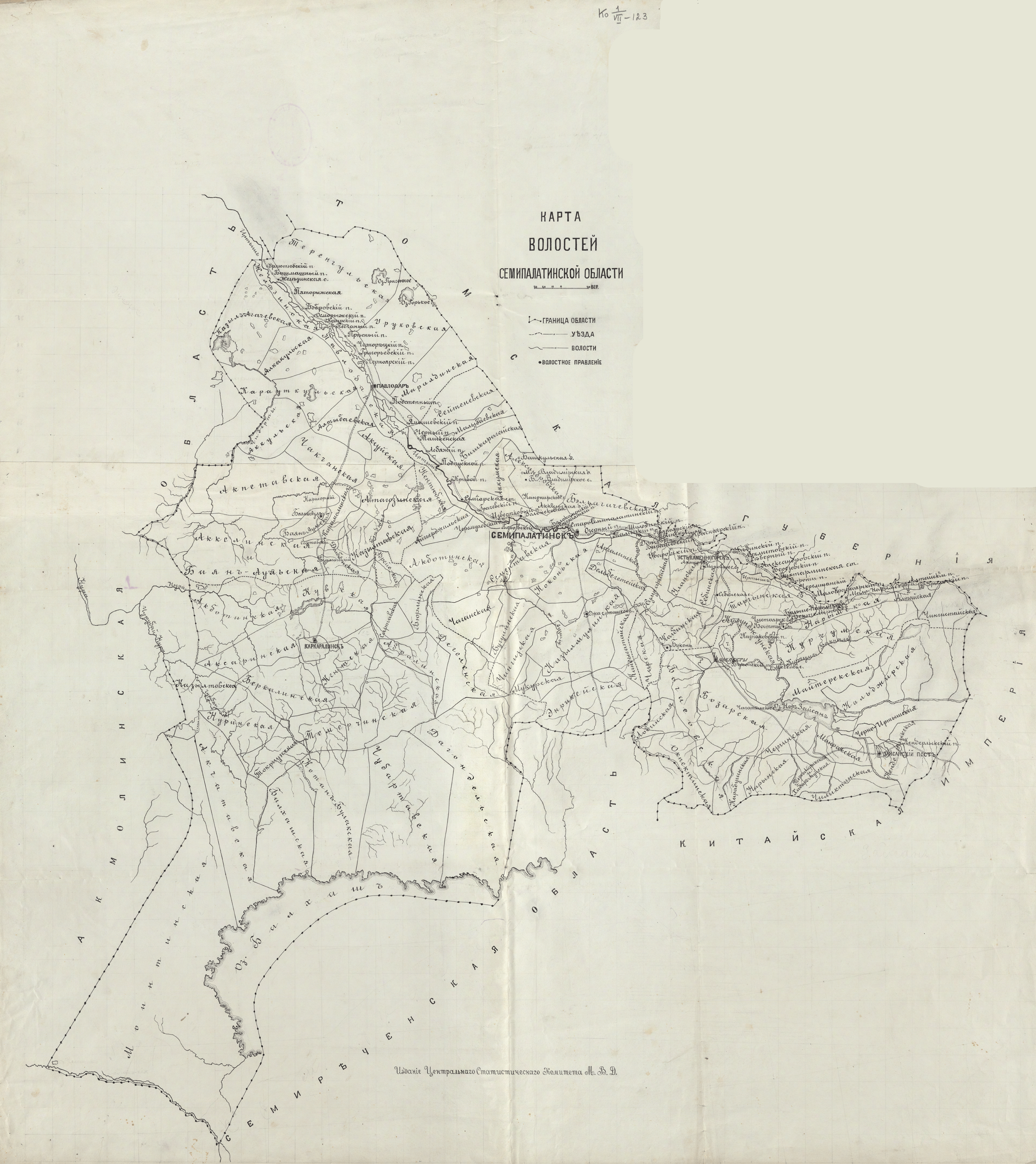
Карта волостей Семипалатинской области 1893 года

Территория находилась на юге Каркаралинского уезда на юге современного Шетского и Актогайского района.

## Главы

### Волостные управители и бии Моинтинской волости 1872—1916 годы
С 24 января 1872 года волостной управитель — Куркурей Алдабергенов. 18 июля 1872 года он неожиданно умер, и должность волостного занял Иманбай Тарпаков. Заместителем волостного утвердили Аманжола Агыбаева. На трехлетие с 1875 по 1877 годы волостным стал Нурхан Нурбаев.
На эти два срока народными судьями были: Сыздык Арыстанов, Жангозы Баубеков, Капан Кулубаев. Шодыр Тастыубаев, Сагандык Базильбеков, Нельды Бельгибаев. Курманбай Жакабаев, Карпыкбай Садырбаев. Мажит Жарыкбаев, Сабалак Саржанов.
Государь император наградил «почетного киргиза» Копбая Есетаева золотой медалью «За усердие» (декабрь 1871 года).
С 30 января 1878 года волостной — Ахмет Нильдыбаев.
Народные судьи в аулах: Атажан Топыщев. Косубай Тарпанов, Айкымбай Такырбаев, Чинтлеу Бексеитов. Сарсенбек Калманбетов, Жангозы Баубеков, Рысбек Журкачев (?), Чорман Баркин, Кучукбай Жолбарсов, Кайбак (?) Крымхожин, Аманжол Агыбаев, Аяпберген Чодуроз, Аманкул Хасбулатов.
С 20 декабря 1880 года во главе волости Сарбас Нурбаев и Ибрай Тарпанов.
Народные судьи в аулах: Кошкумбай Чомаков (?), Жуматай Базаров. Айкымбай Такырбаев. Курманбай Жапалаков, Нильдыбай Бельгибаев, Жанкозы Баубеков, Сагандык Базильбеков. Абдрахман Тленчин. Кадырбай Бекбулатов, Аманкул Тасбулатов, Аманжол Агыбаев, Салпак Каражигитов.
С 17 декабря 1883 во главе волости Сарбас Нурбаев и Рысбек Бекбулатов.
Народные судьи в аулах: Кошкумбай Чомаков, Жуматай Базаров, Айкенбай Такырбаев, Жумат Токтамысов, Салпак Каражигитов, Байкадам (?) Жантюрин, Жанкозы Баубеков, Рысбек Журкашев, Нильдыбай Бегалин (?), Адамбай Алекин (?), Аяпберген Чодаров, Чангыбай Басшокин, Сагандык Базильбеков, Нуржик (?) Дулатов.
6-го января 1885 года «почетный киргиз» Карсыбек Кельмамбетов и волостной управитель Сарбас Нурбаев удостоены Почетного халата III разряда; 5 мая 1887 года Сарбасу Нурбаеву вручили Почетный халат II разряда.
С 22 августа 1887 года во главе волости Ибрай Тарпанов и Сарбас Нурбаев.
Народные судьи в аулах: № 1 — Молдаберген Корайбаев (?), № 2 — Беркимбай Сыргин (до него был Жуматай Базаров — умер 23.12.1888), № 3 -Касымбек Куватбеков, № 4 — Жарыкбай Кучукбаев, N"5 — Балпык Каражигитов, № 6 — Байгожа Жанторин, № 7 — Жангозы Баубеков, № 8 — Сагандык Базильбеков, № 9 — Рысбек Журкашев, № 10 — Нильды Бегалин, № 11 — Жусуп Бектемиров, № 12 — Абдрахмет Тленчин, № 13 — Аманжол Агыбаев, № 14 — Сауранбек Орманов, № 15 — Жильбай Либаев(?), № 16 — Мамбет Малдыбаев, № 17 — Сарыбай.
7-го июля 1890 года Карсыбек Кельмамбетов награждён серебряным подстаканником. Этим же летом он понес убытков на 29861 рубль от пожара — сгорел склад хо-зяйственных товаров, который Карсыбек Кельмамбетов держал как «степной купец».
С 22 августа 1889 года во главе волости Рысбек Бекбулатов и Кусебай Тарпанов.
Народные судьи в аулах № 2, 3, 6, 7, 8, 9, 10, 12,13,14, 16 сохранили свои должности. Назначены новые лица: № 1 — Кошкумбай Чомаков, № 4 — Сатбай Сыздыков, № 5 — Сабданбек Мусабаев, № 11 — Алпысбай Алекин, № 15 — Терликбай
Танекин, № 17 — Сапак Тургомбаев.
В июне 1891 года состоялся съезд биев Моинтинской и Акчетауской волостей в урочище Терскпай — Эспе.
С 29 сентября 1892 года волостным стал Садвокас Копбаев.
Народные судьи в аулах: № 1 — Кошкумбай Чиманов (?), № 2 — Айпак Такырбасов (?), № 3 — Сыгай Сыздыков и Нурмухан Алтынбеков, № 4 — Собданбек Мусабаев, № 5 — Тлеубек Крышбаев, № 6 — Акбузау Жанаков, № 7 — Сагандык Базильбеков, № 8 — Рысбек Бекбулатов и Пуштамбек Ерчиманов, № 9 — Нильдыбай Бегалин.
20 ноября 1893 года Скак Молдабергенов переведен из волости в Каркаралинское уездное управление словесным переводчиком.
С 19 сентября 1895 года во главе волости Садвокас Копбаев и Кусаин Сагандыков.
Народные судьи в аулах: № 1 — Оспан Чуюнбаев (умер 07.06.1897, на освободившееся место назначен Молдаберген Керейбаев), № 2 — Айкенбай Такырбасов, № 3 — Нурмухан Алтынбеков, № 4 — Собданбек Мусабаев (старшиной аула был Изатбек Баркин), № 5 -Толеубай Кручбаев, № 6 — Акбузау Жапаков (?), № 7 — Бийбатыр Сатыбалдин, № 8 — Рысбек Бекбулатов, № 9 -Сыздыкбек Нильдыбаев.
19 ноября 1896 года Степной губернатор наградил Сарбаса Нурбаева серебряными часами с цепочкой, Садвокаса Копбаева — Похвальным листом. Благодарностью отмечены Жазылбек Кучуков и Жусуп Кардышев.
13 марта 1897 года Садвокас Копбаев ещё раз награждён Похвальным листом, 28 марта 1898 года ему пожалован Почетный халат III разряда.
7 апреля 1899 года бий аула № 8 Рысбек Бекбулатов отмечен Похвальным листом.
С 10 июля 1899 года во главе волости Жусуп Кадырбаев и Садвокас Копбаев.
Народные судьи в аулах: № 1 — Беркин Саркин, № 2 — Касымбет Куатпенов, № 3 -Корам Тогаев. № 4 — Коржаубай Чалов, № 5 — Жакан Арыстанов, № 6 — Нурмухан Алтынбеков, № 7 — Изатбек Баркин, № 8 — Нуржан Нурбаев (умер 11.05.1901), № 9 — Акбузау Жекенев (?), № 10 — Кусаин Сагандыков, № 11 — Сыздыкбек Нильдыбаев, № 12 — Рысбек Журкашев, № 13 — Тастамбек Ерчиманов, № 14 — Толенберген Корушбаев, № 15 — Сабалак Саржанов, № 16 — Бектембек Айдосов.
30 июня 1901 года Садвокас Копбаев отмечен Почетным халатом II разряда.
С 30 октября 1901 года волостным показан Туган Ерчиманов (отказался от должности 17.01.????), заместителем - его брат Сламбек Ерчиманов. №1 - Беркин Саркин. №2 - Жанготы Чуленбаев, №3 - Корам Тотаев, №4 - Коржунбай Шалов, №5 - Усен Чентлевов. №6 - Султанбек Байчуваков, №7 - Саулембек Мусабаев, №8 - Рымкул Сарбасов, №9 - Акбузау Джеленов. №10 - Кусаин Сагандыков, №11 - Аймухамет Каратышканов, №12 - Рысбек Джуркашев, №13 - Таштымбек Ерчиманов, №14 - Толеубек Коручбаев (умер 25.02.1902, его заменил Бекмагамбет Токубаев), №15 - Сабалак Саржанов. №16 - Байкадан Айнабеков.
16 августа 1905 года во главе волости Садвокас Копбаев и Раимкул Сарбасов.
Народные судьи и их заместители в аулах: №1 - Беркинбай Саркин и Магербай Жаманов, №2 - Магомет Тарин и Касымбек Куанышбаев, №3 - Корумбай Тогаев и 
Кашкарбай Тогаев. №4 - Коржаумбай Чавов и Магамбет Чавов, №5 - Толебай Чинтаев и Бекпан Чинтаев, №6 - Нурлан Алтынбеков и Мусабек Айбалин. №7 - Ахмет Аскаров и Биймагомбет Аскаров, №8 - Альжан Чонов и ?, №9 - Жуман Жабеков и Акбузау Жаканов, №10 - Кусаин Сагандыков и Усен Базильбеков, №11 -Бийсембек Карабаев и Аймагамбет Каратышканов, № 12 - Макы Маймаков и Рысбек Джуркашев, №15 - Карабек Бекболатов и Абдей Рыспеков, №14 - Исхак Курумбаев и Оспан Курумбаев.
20 марта 1907 года Садвокас Копбаев награжден Почетным халатом I разряда. Похвальным листом отмечены Беркинбай Саркин (аул №1) и Кусаин Сагандыков (аул №10).
Выборщиками по избранию члена Государственной Думы от Моинтинской волости были Раимкул Сарбасов (аул №8, 34 года) и Мукаш Копжасов (аул №12, 36 лет).
С 23 марта 1909 года во главе волости Садвокас Копбаев и Акен Сыргин.
Народные судьи и их заместители в аулах: №1 - Кегебай Курманбаев и Абубакир Косубаев, №2 - Касымбек Куатпеков и Сатыбалды Кусаинбеков, №3 -Укатай Нагаев и Алимбай Беркинбаев, №4 - Окенбай Чинаков и Бакыр Молдабергенов, №5 - Сыгай Сыздыков и Койбатыр Койсомасов, №6 - Нурлан Алтынбеков и Толебек Бозайгыров, №7 - Сулабек Мусабаев и Акымбек Мусабаев, №8 - Альжан Чонов и Бийжан Кондыбаев, №9 - Абдильда Жангозин и Акбузау Жапаков, №10 - Асен Белимбеков и Усен Базильбеков, №11 - Ахмет Нильдыбаев и Жуматай Даирбеков, №12 - Раимбек Журкашев и Рыспек Журкашев, №13 - Поштабек (?) Ерчиманов и Карабек Бекболатов.
С 28 июня 1911 года во главе волости Раимбек Сарбасов и Жумакас Дюсенбаев.
Народные судьи и их заместители в аулах: №1 - Нурмаганбет Тойшин и Мусатай Жуматаев, №2 - Турганбек Уйсунбаев и Уйсенбай Узденбаев, №3 - Укатай Нагаев и Чакей Кудерин, №4 - Байжан Кошкумбаев и Искак Сарин, №5 - Толебай Чингилбаев (?) и Жайке Меирбеков, №6 - Нурлан Алтынбеков и Абеу Тунгатов, №7 - Омарбек Жидебаев и Акымбек Мусабаев, №8 - Алжан Чонов и Жарбек Улытаувов, №9 - Акбузау Жакенов и Акылбек Сарыбаев, №10 - Балтабек Апдабергенов и Оспан Альменев, №11 - Ахмет Нильдыбаев и Жунус Машанов, №12 - Рыспек Журлашев и Сыздык Станбеков, №13 - Махамбет Кулуметов и ?, №14 - Скак Крушбаев и Оспан Крушбаев, №15 - Сеильбек Сабалаков и ?, № 16 - Нурмаганбет Кыпшакбаев и Койкен Бастаев.
26 апреля 1912 года Раимбек Сарбасов отмечен Похвальным листом.
С 14 декабря 1913 года во главе волости Жумакас Дюсенбаев и Раимкул Сарбасов.
Народные судьи и их заместители в аулах:№ 1 - Котебай Курманов и Сембай Айдосов, №2 - Калымбек Куатбеков и Сатыбалды Куатбеков, №3-Алимбай Беркинов и Альжан Беркинов, №4 - Самбет Ескергенов и Бижан Кошкумбаев, №5 - Койбагар Койсомасов и Спанбет Балабеков, №6 - Нурлыхан Алтынбеков и Иманбай Бекарыстанов, №7 - Омарбек Жийдебаев и Омарбек Темирбеков, №8 - Альжан Чонов и Абет Катпин, №9 - Саркымбек Чегенбаев и Абдрахман Жуманов, №10 - Дарбас Айтуганов и Ногайбай Белешев (?), №11 - Ахмет Келдыбаев и Жунус Машанов, №12 - Рыспек и Раимбек Журкашевы, №13 - Омарбек Тиштабеков и Сламбек Ерчаманов (?), №14 - Скак Крушбаев и Макей Ахияев, №15 - Сеильбек Сабалаков и Рамадан Сабалаков, №16 - Нурмухамет Бийгельдин и Малтабар (?) Иманов.
С 17 марта 1919 года были исключены из списков биев в связи со смертью Толеубай Чинтлеуов (аул №3) и Ногайбай Белешев (аул №10).
В 1970 году я много общался с председателем Карагандинского городского комитета ветеранов войны Гулимжан Рахимжановной Карсыбековой. Она оказалась внучкой Карсымбека Кельмамбетова, о котором я уже был наслышан. Теперь узнал, что дед Гулимжан считался и горнопромышленником. Имел заявки на каменный уголь в горах Агадырь (1896 год) и других местах Моинтинской волости: Акчагыл, Чумек, Тасбулак, Чубар-об и прочие. В 1908 году на торгах продавался его Спасский серебросвинцовый рудник в урочище Текененты общей площадью 102 десятины.
Из родственников Карсымбека Кельмамбетова упоминается сын Гизатулла Карсыбеков. Он окончил в Каркаралинске городское училище и в 1909-1913 годах избирался присяжным заседателем по Каркаралинскому уезду. Сам Карсыбек Кельмамбетов в 1903 году показан как домохозяин г. Каркаралинска.

## Представители
1. Мухамеджанов, Сыдык
2. Саринжипов, Аслан Бакенович Аралбай
3. Ахметов, Абдрашит Рахимович Мырзагелді

## Административное деление
Делилась на ? административных аулов:
| Название аула | Число кибиток (1887) |
| ------------- | -------------------- |
| 1             |                      |
| 2             |                      |
| 3             |                      |
| 4             |                      |
| 5             |                      |
| 6             |                      |
| 7             |                      |
| 8             |                      |
| Всего         |                      |